# Sawert Rocks
Sawert Rocks är en kulle i Antarktis. Den ligger i Östantarktis. Australien gör anspråk på området. Toppen på Sawert Rocks är 3 meter över havet.
Terrängen runt Sawert Rocks är mycket platt. Trakten är glest befolkad. Närmaste befolkade plats är Mawson Station, 10,6 kilometer söder om Sawert Rocks. 